# Selección de baloncesto de Jordania
La selección de baloncesto de Jordania es el equipo formado por jugadores de nacionalidad jordana que representa a la Federación Jordana de Baloncesto en las competiciones internacionales organizadas por la Federación Internacional de Baloncesto (FIBA) o el Comité Olímpico Internacional (COI): los Juegos Olímpicos, la Copa Mundial de Baloncesto y el Campeonato FIBA Asia.
Los logros del equipo jordano en los últimos años además de clasificarse para la Copa del Mundo en tres ocasiones (2010, 2019 y 2023), ganaron la Copa William Jones en 2007 y 2008 y la Copa FIBA Asia Stankovic en Kuwait en 2008, terminando en el primer lugar de la Copa de Naciones Árabes en Egipto en 2007, subcampeón en 2008, subcampeón del Campeonato FIBA Asia 2011 y tercer lugar en el Campeonato FIBA Asia 2009, y finalmente tercer lugar en el FIBA Asia Challenge 2016.
Jordania se clasificó para la Copa Mundial FIBA tres veces en la historia, lo que los convierte en el tercer mejor equipo árabe por apariciones de selecciones nacionales en la Copa Mundial de Baloncesto FIBA.

## Historia

### Copa William Jones
Jordania se convirtió en el primer equipo de Asia Occidental en ganar la Copa Jones después de registrar un récord de 7-2 en el torneo para vencer al Líbano y Filipinas.

### Campeonato FIBA Asia 2007
Los jordanos quedaron quintos tras vencer a China Taipéi. Un miembro del equipo de baloncesto de la Universidad de Minnesota, Jamal Abu-Shamala, es jordano-estadounidense.

## Plantilla
- Lista de jugadores convocados que disputaron la Copa Mundial de Baloncesto de 2023.[1]

| Jordania                  | Jordania                | Jordania | Jordania | Jordania | Jordania                |
| Num                       | Jugador                 | Pos      | Altura   | Edad     | Equipo                  |
| ------------------------- | ----------------------- | -------- | -------- | -------- | ----------------------- |
| 1                         | Amin Abu Hawwas         | E        | 1,94 m   | 29       | Al-Ahli Amman           |
| 5                         | Freddy Ibrahim          | B        | 1,90 m   | 26       | Orthodox Amman          |
| 7                         | Ahmad Hamarsheh         | A        | 1,96 m   | 36       | Orthodox Amman          |
| 9                         | Sami Bzai               | E        | 1,90 m   | 29       | Al-Ahli Amman           |
| 11                        | Ahmad Hammouri          | E        | 1,90 m   | 20       | Aljubiha Club           |
| 13                        | Mohammad Hussein        | P        | 2,12 m   | 33       | Orthodox Amman          |
| 15                        | Zaid Abbas              | AP       | 2,03 m   | 39       | Orthodox Amman          |
| 21                        | Hashem Abbas            | A        | 1,95 m   | 24       | Al-Hilal                |
| 22                        | Malek Kanaan            | B        | 1,82 m   | 30       | Al-Riyadi Amman         |
| 24                        | Rondae Hollis-Jefferson | A        | 1,98 m   | 28       | Atléticos de San Germán |
| 35                        | Zane Alnajdawi          | AP       | 2,05 m   | 26       | Al-Ahli Amman           |
| 44                        | Ahmad Dwairi            | P        | 2,10 m   | 30       | Bursaspor               |
| Entrenador: Wesam Al-Sous |                         |          |          |          |                         |

## Partidos

### Próximos encuentros
| Fecha                   | Ciudad    | Competición                | Local          |                           | Resultado |                          | Visitante     |
| ----------------------- | --------- | -------------------------- | -------------- | ------------------------- | --------- | ------------------------ | ------------- |
| 12 de julio de 2022     | Yakarta   | Copa FIBA Asia 2022        | Jordania       | Bandera de Jordania       | 60:78     | Bandera de Australia     | Australia     |
| 14 de julio de 2022     | Yakarta   | Copa FIBA Asia 2022        | Indonesia      | Bandera de Indonesia      | 65:74     | Bandera de Jordania      | Jordania      |
| 16 de julio de 2022     | Yakarta   | Copa FIBA Asia 2022        | Arabia Saudita | Bandera de Arabia Saudita | 64:74     | Bandera de Jordania      | Jordania      |
| 18 de julio de 2022     | Yakarta   | Copa FIBA Asia 2022        | Jordania       | Bandera de Jordania       | 97:96     | Bandera de China Taipéi  | China Taipei  |
| 20 de julio de 2022     | Yakarta   | Copa FIBA Asia 2022        | Irán           | Bandera de Irán           | 76:91     | Bandera de Jordania      | Jordania      |
| 23 de julio de 2022     | Yakarta   | Copa FIBA Asia 2022        | Jordania       | Bandera de Jordania       | 85:86     | Bandera de Líbano        | Líbano        |
| 24 de julio de 2022     | Yakarta   | Copa FIBA Asia 2022        | Jordania       | Bandera de Jordania       | 75:83     | Bandera de Nueva Zelanda | Nueva Zelanda |
| 25 de agosto de 2022    | Amán      | Clasificación Mundial 2023 | Jordania       | Bandera de Jordania       | 80:64     | Bandera de la India      | India         |
| 29 de agosto de 2022    | Auckland  | Clasificación Mundial 2023 | Nueva Zelanda  | Bandera de Nueva Zelanda  | 100:72    | Bandera de Jordania      | Jordania      |
| 10 de noviembre de 2022 | Amán      | Clasificación Mundial 2023 | Jordania       | Bandera de Jordania       | 66:74     | Bandera de Filipinas     | Filipinas     |
| 13 de noviembre de 2022 | Amán      | Clasificación Mundial 2023 | Jordania       | Bandera de Jordania       | 92:75     | Bandera de Nueva Zelanda | Nueva Zelanda |
| 24 de febrero de 2023   | Bangalore | Clasificación Mundial 2023 | India          | Bandera de la India       | 63:98     | Bandera de Jordania      | Jordania      |
| 27 de febrero de 2023   | Bulacán   | Clasificación Mundial 2023 | Filipinas      | Bandera de Filipinas      | 90:91     | Bandera de Jordania      | Jordania      |
| 26 de agosto de 2023    | Pasay     | Copa Mundial 2023          | Jordania       | Bandera de Jordania       | 71:92     | Bandera de Grecia        | Grecia        |
| 28 de agosto de 2023    | Pasay     | Copa Mundial 2023          | Nueva Zelanda  | Bandera de Nueva Zelanda  | 95:87     | Bandera de Jordania      | Jordania      |
| 30 de agosto de 2023    | Pasay     | Copa Mundial 2023          | Estados Unidos | Bandera de Estados Unidos | 110:62    | Bandera de Jordania      | Jordania      |
| 31 de agosto de 2023    | Pasay     | Copa Mundial 2023          | Egipto         | Bandera de Egipto         | 85:69     | Bandera de Jordania      | Jordania      |
| 2 de septiembre de 2023 | Pasay     | Copa Mundial 2023          | Jordania       | Bandera de Jordania       | 80:93     | Bandera de México        | México        |

## Jugadores destacados
| - Malek Kanaan - Mohammad Hussein - Mousa Mutleq - Ashraf Alhendi - Abu Hawwas Amin - Ali Fadel El Zubi - Mahmoud Abdeen - Amin Abu Hawwas - Dar Tucker - Jordan Dasuqi | - Freddy Ibrahim - Ahmad Al-Hamarsheh - Yousef Abuwazaneh - Mohammad Shaher - Zaid Abbas - Ahmed Obeid - Mousa Al-Awadi - Ahmet Düverioğlu - Zane Najdawi |

## Entrenadores
- Tab Baldwin: 2011−2012
- Zaid Alkhas: 2018−2019
- Joseph Anthony Stiebing: 2019
- Wesam Al-Sous: 2023−presente

## Historial

### Copa Mundial
Resultado General: 59.º puesto
| Copa Mundial de Baloncesto |
| --- |
| - 1950: No calificó - 1954: No calificó - 1959: No calificó - 1963: No calificó - 1967: No calificó - 1970: No calificó - 1974: No calificó - 1978: No calificó - 1982: No calificó - 1986: No calificó - 1990: No calificó - 1994: No calificó - 1998: No calificó - 2002: No calificó - 2006: No calificó - 2010: 23° Lugar - 2014: No calificó - 2019: 28° Lugar - 2023: 32° Lugar - 2027: TBD |

### Juegos Olímpicos
| Baloncesto en los Juegos Olímpicos |
| --- |
| - Berlín 1936: No calificó - Londres 1948: No calificó - Helsinki 1952: No calificó - Melbourne 1956: No calificó - Roma 1960: No calificó - Tokio 1964: No calificó - México 1968: No calificó - Múnich 1972: No calificó - Montreal 1976: No calificó - Moscú 1980: No calificó - Los Ángeles 1984: No calificó - Seúl 1988: No calificó - Barcelona 1992: No calificó - Atlanta 1996: No calificó - Sídney 2000: No calificó - Atenas 2004: No calificó - Pekín 2008: No calificó - Londres 2012: No calificó - Río 2016: No calificó - Tokio 2020: No calificó - París 2024: No calificó |

### Campeonato FIBA Asia
| Campeonato FIBA Asia | Campeonato FIBA Asia | Campeonato FIBA Asia | Campeonato FIBA Asia | Campeonato FIBA Asia | Campeonato FIBA Asia |
| -------------------- | -------------------- | -------------------- | -------------------- | -------------------- | -------------------- |
| - 1960: No calificó  |                      | - 1983: 8° Lugar     |                      | - 2005: 7° Lugar     |                      |
| - 1963: No calificó  |                      | - 1985: 9° Lugar     |                      | - 2007: 5° Lugar     |                      |
| - 1965: No calificó  |                      | - 1987: 10° Lugar    |                      | - 2009:              |                      |
| - 1967: No calificó  |                      | - 1989: No calificó  |                      | - 2011:              |                      |
| - 1969: No calificó  |                      | - 1991: 8° Lugar     |                      | - 2013: 7° Lugar     |                      |
| - 1971: No calificó  |                      | - 1993: 9° Lugar     |                      | - 2015: 9° Lugar     |                      |
| - 1973: No calificó  |                      | - 1995: 17° Lugar    |                      | - 2017: 8° Lugar     |                      |
| - 1975: No calificó  |                      | - 1997: 7° Lugar     |                      | - 2022: 4° Lugar     |                      |
| - 1977: No calificó  |                      | - 1999: No calificó  |                      | - 2025: ?            |                      |
| - 1979: No calificó  |                      | - 2001: No calificó  |                      |                      |                      |
| - 1981: No calificó  |                      | - 2003: 10° Lugar    |                      |                      |                      |

## Palmarés
- Campeonato FIBA Asia:
  -  Subcampeón (1): 2011
  -  Tercer lugar (1): 2009

- Juegos Panárabes:
  -   Campeón (1): 1985
  -  Subcampeón (4): 1992, 1999, 2007, 2011
  -  Tercer lugar (1): 1953